# Япония на летних Олимпийских играх 1988
На Летних Олимпийских играх 1988 года Япония была представлена 255 спортсменами (186 мужчин, 69 женщин), выступавшими в 23 видах спорта. Они завоевали 4 золотых, 3 серебряных и 7 бронзовых медали, что вывело команду на 14-е место в неофициальном командном зачёте.

## Медалисты
| Медаль  | Спортсмен                                                                                 | Вид спорта            | Дисциплина                         |
| ------- | ----------------------------------------------------------------------------------------- | --------------------- | ---------------------------------- |
| Золото  | Такаси Кобаяси                                                                            | Вольная борьба        | Мужчины, до 48 кг                  |
| Золото  | Мицуру Сато                                                                               | Вольная борьба        | Мужчины, до 52 кг                  |
| Золото  | Хитоси Сайто                                                                              | Дзюдо                 | Мужчины, свыше 95 кг               |
| Золото  | Даити Судзуки                                                                             | Плавание              | Мужчины, 100 м на спине            |
| Серебро | Ацудзи Мияхара                                                                            | Греко-римская борьба  | Мужчины, до 52 кг                  |
| Серебро | Акира Ота                                                                                 | Вольная борьба        | Мужчины, до 90 кг                  |
| Серебро | Томоко Хасэгава                                                                           | Стрельба              | Женщины, спортивный пистолет, 25 м |
| Бронза  | Юкио Икэтани Коити Мидзусима Дайсукэ Нисикава Тосихару Сато Хироюки Кониси Такахиро Ямада | Спортивная гимнастика | Мужчины, командное первенство      |
| Бронза  | Юкио Икэтани                                                                              | Спортивная гимнастика | Мужчины, вольные упражнения        |
| Бронза  | Микако Котани                                                                             | Синхронное плавание   | Женщины, соло                      |
| Бронза  | Микако Котани Мияко Танака                                                                | Синхронное плавание   | Женщины, дуэт                      |
| Бронза  | Синдзи Хосокава                                                                           | Дзюдо                 | Мужчины, до 60 кг                  |
| Бронза  | Ёсукэ Ямамото                                                                             | Дзюдо                 | Мужчины, до 65 кг                  |
| Бронза  | Акинобу Осако                                                                             | Дзюдо                 | Мужчины, до 86 кг                  |

## Результаты соревнований

### Академическая гребля
В следующий раунд из каждого заезда проходили несколько лучших экипажей (в зависимости от дисциплины). В финал A выходили 6 сильнейших экипажей, ещё 6 экипажей, выбывших в полуфинале, распределяли места в малом финале B.
Мужчины
| Соревнование | Спортсмены                | Предварительный заезд | Предварительный заезд | Предварительный заезд | Отборочный заезд | Отборочный заезд | Отборочный заезд | Полуфинал             | Полуфинал             | Полуфинал             | Финал                 | Финал                 | Итоговое место        |                       |
| Соревнование | Спортсмены                | Заезд                 | Время                 | Место                 | Заезд            | Время            | Место            | Заезд                 | Время                 | Место                 | Время                 | Место                 | Итоговое место        |                       |
| ------------ | ------------------------- | --------------------- | --------------------- | --------------------- | ---------------- | ---------------- | ---------------- | --------------------- | --------------------- | --------------------- | --------------------- | --------------------- | --------------------- | --------------------- |
| одиночки     | Масахиро Саката           | 2                     | 7:43,67               | 4                     | 1                | 7:26,66          | 4                | завершил выступление  | завершил выступление  | завершил выступление  | завершил выступление  | завершил выступление  | завершил выступление  | завершил выступление  |
| двойки       | Маки Кобаяси Сатору Миёси | 2                     | 7:07,51               | 6                     | 3                | 7:18,56          | 5                | завершили выступление | завершили выступление | завершили выступление | завершили выступление | завершили выступление | завершили выступление | завершили выступление |